# Protopina 6-monoossigenasi
La protopina 6-monoossigenasi è un enzima appartenente alla classe delle ossidoreduttasi, che catalizza la seguente reazione:
protopina + NADPH + H+ + O2 ⇄ 6-idrossiprotopina + NADP+ + H2O
L'enzima è una proteina eme-tiolata (P-450), coinvolta nella sintesi dell'alcaloide benzofenantridina, nelle piante superiori.